# 趙永禎
趙永禎（1457年—？），字終吉，四川成都左護衛籍陝西醴泉縣（今禮泉縣）人，明朝政治人物。

## 生平
趙永禎隨祖父戍成都衛。成化十三年（1477年）四川鄉試中式第二名舉人（亞元）。弘治六年，登癸丑科進士会试第五十七名，第二甲第十二名，七年授河南汝州知州，历官南京刑部郎中，正德五年（1510年）正月因审理南京锦衣卫指挥邓炳与从弟昭光等争其祖宁河王邓愈赐宅一案，勘事迟延，被降职调外任。十二年（1517年）任雲南曲靖府知府。後官至參政。

## 家族
曾祖趙奉先；祖父趙素；父趙瑛，母周氏。具庆下。弟永貴、永祥、永厚。